# Vicente García González
Vicente García González, conocido como el «León de Santa Rita» (Las Tunas, Cuba, Española; 23 de enero de 1833-Río Chico, Estado Guzmán Blanco, Venezuela, 4 de marzo de 1886) fue un general cubano que combatió en la Guerra de los Diez Años. Por su valor en el combate de Santa Rita en agosto de 1871, comenzó a ser reconocido como el "León de Santa Rita".

## Biografía
Nació en la calle Real de Las Tunas, Capitanía General de Cuba el 23 de enero de 1833. Se crio en un ambiente acomodado y realizó sus primeros estudios en Las Tunas, y luego viajó a Santiago de Cuba donde estudió en el Seminario San Basilio el Magno. Desde muy joven mostró su interés por la causa independentista, pues no soportaba la explotación que sufría su pueblo.
Se casó con la camagüeyana Brígida Zaldívar Cisneros, esposa dulce y tierna, que nunca lo abandonó ni en tiempos de guerra. Desde 1856 conspiraba contra el colonialismo español. Administró una finca de su madre, que se dedicaba a la compra y venta de ganado. Recorrió los campos y estableció contactos con los que estaban dispuestos a enfrentar a la metrópolis.

### Guerra de los Diez Años
En 1867 se celebró una reunión en la que se habló del movimiento que se prestaba en Bayamo y en Camagüey. La novedad inició un gran entusiasmo entre los tuneros al ver que no era ellos los únicos que pensaban en la libertad de la patria. Se nombró una junta y Vicente García quedó electo como jefe supremo. Se realizó en Las Tunas una reunión en la que participaron los conspiradores Carlos Manuel de Céspedes e Isaía Masó por Manzanillo, Salvador Cisneros Betancourt y Carlos Laret de Mola por Camagüey, Belisario Álvarez por Holguín, Francisco Maceo Osorio, Pedro Figueredo y Francisco Vicente Aguilera por Bayamo y los representantes tuneros Vicente García y Francisco Muñoz Rubalcava. 

Aunque no se llegó a un acuerdo definitivo para el comienzo de la guerra se unificó el Movimiento Revolucionario. El 4 de octubre presidió, el mayor general Vicente García, una reunión en el Mijial, donde explicó la situación de Las Tunas, que contaba con más de cien hombres armados y en Holguín se encontraba Luis Figueredo con un grupo de hombres armados. Se aproximaba la necesidad irremediable del alzamiento. A partir de ese momento los tuneros intensificaron los preparativos para el inicio de la guerra.
El 10 de octubre se produjo el alzamiento de Carlos Manuel de Céspedes en el ingenio La Demajagua, donde dio la libertad a sus esclavos. 

El 13 de octubre el mayor general García arremetió contra su ciudad natal y la tomó casi totalmente, menos la iglesia, lugar en que los españoles se habían refugiado. Los bravos hombres se marcharon a su cuartel y de una vara de bambú, ondeó la bandera cubana. Para contrarrestar el ataque los españoles enviaron columnas para que defendieran ese territorio, ya que era una plaza estratégica, desde ahí era más fácil tomar otras localidades. Como medio para doblegar a Vicente García, el general a cargo de la columna española encerró a su familia en la casa, y colocó guardias en las puertas y ventanas y ordenó que no se le permitiera llegar ningún tipo de alimento. 

A los tres días murió de hambre la hija más pequeña del general, María de la Trinidad, de sólo 4 meses de nacida. En las mismas condiciones murió por la misma causa otro de los hijos de Vicente llamado Saúl. Sin embargo la esposa de Vicente García no le pidió en ningún momento su rendición. El reclamo del pueblo y la reacción nacional e internacional hizo que el coronel Loño las soltara, ya que sabía que el mambí no se doblegaría por aquellos métodos.
El 16 de agosto de 1869, participó en el asalto a la ciudad tunera, que fue incendiada en medio del fragor de la pelea. 

Circuló entre las tropas el rumor de que venían columnas en apoyo a los españoles y el general Quesada retiró sus tropas, y los españoles se adjudicaron la victoria. Vicente García, el 23 de septiembre de 1876, llevó a cabo una de las operaciones más gloriosas en la Guerra de los Diez Años. Pelearon durante 8 horas y lograron que el fuerte bastión español depusiera las armas. Los mambises permanecieron tres días en el fuerte de Las Tunas, pero no pudieron sostener por más tiempo la ocupación, entonces decidieron incendiarla, para que no sirviera de refugio a la metrópoli española. El general García de pie frente a su casa, ordenó: «Capitán Silva, tome esa antorcha y empiece por ahí» y este exclamo «pero General esta es su casa» y Vicente García respondió «Si comience por mi casa» diciendo la frase «Tunas te prendo candela, pero te prefiero quemada antes que esclava». 

La ciudad se convirtió en una enorme antorcha,
Las Tunas quedó en ruinas; «El éxito fue rotundo y el ejército sufrió una gran derrota poniendo en alto el nombre de los mambises cubanos». Esta acción propició que se cambiara la política con respecto al ejército cubano: la política de pacificación enarbolada por Martínez Campos. En diciembre de 1876, desde Las Tunas salió en una campaña hacia Las Villas, pero muchos de aquellos soldados comenzaron a desertar. El general cubano marchó hasta Santa Rita en Camagüey. 
Allí acamparon las fuerzas de Vicente y se produjo un intenso movimiento político que se le imputa a Vicente García. En aquel lugar se trató de nombrar a Vicente García general en jefe, pero él se negó a ese cargo, en ese momento se retiró, pero seguía informándose del desempeño de los camagüeyanos. Cuando se efectuó la protesta de Baraguá Vicente García se mantuvo firme, apoyando al general Antonio Maceo al no estar de acuerdo con una paz sin independencia para Cuba. El general García estaba en el escenario de los hechos, su misión era muy concreta, cuidar aquellos montes cercanos. 
El 16 de marzo de 1878, es electo Vicente García General en jefe de los Ejércitos de la República y Maceo su segundo al mando. Cuando fracasó la guerra por las condiciones que estaban pasando, las tropas de Vicente García capitularon con todos los honores militares el 6 de junio de 1878. Poco después, el general Vicente emigró a Venezuela, junto a varios de sus principales seguidores. 

### Muerte y legado
Los españoles lo asesinaron, con vidrio molido que le dieron en un plato de quimbombó —comida típica cubana— y que le ofreció el espía español Ramón Dávila. El 4 de marzo de 1886 falleció el general cubano, en la comarca de Río Chico, estado Guzmán Blanco, Venezuela. José Martí escribió refiriéndose a su muerte:

Allá, en un asilo infeliz, moría tiempos hace, en la rústica cama, un General de Cuba, rodeado de sus hijos de armas, y se alzó sobre el codo moribundo, no para hablarles de los intereses de la tierra, sino para legarles, con el último rayo de sus ojos, la obligación de pelear por su pueblo hasta verlo libre del extranjero que le odia y extermina.
Vicente García González

Las ruinas quemadas de su casa fueron reconstruidas y hoy albergan su casa memorial.

## Batallas
- 16 de octubre de 1868: Combate en las minas de El Rompe.
- Noviembre de 1868: Combate de El Gramal desarrollado al machete.
- Diciembre de 1868: Combate de Becerra.
- Enero de 1869: Combate de Miguel Ramos.
- 16 de agosto de 1869: Participa en el asalto a Las Tunas, bajo la dirección de Manuel Quesada.